# Wired
Wired är en amerikansk, månatlig tidskrift med säte i San Francisco. Magasinet grundades av det amerikanska journalistparet Louis Rossetto och Jane Metcalfe, med Kevin Kelly som förste chefredaktör. Det första numret publicerades i mars 1993 och tidningen spelade en central roll under 1990-talets IT-boom.

## Bakgrund
Grundarnas vision för Wired var ett livsstilsmagasin med fokus på informationsteknik, där ämnen som datorer, kommunikation och media skulle flyta ihop. Det första numret innehöll artiklar om bland annat hackning av mobiltelefoner, nätdejtning och digitala specialeffekter. Från tredje numret inkluderades en nätsurf-spalt där man i varje nummer listade intressanta FTP-sidor och olika nyhetsgrupper på Usenet. Wired blev snabbt populär och det startades även flera utländska utgåvor.
Huvudsakliga ämnesområden för Wired är fortfarande teknologi och internet men tidningen skriver regelbundet om arkitektur, politik, populärkultur, forskning och utför produkttester för ett varierat utbud av konsumentvaror. De har även en Youtubeserie vid namn Wired Battle Damage. Där testar de hur tåligt elektronik är.
Som mest hade Wired en upplaga på 325 000 exemplar världen över och 350 anställda. År 1998 sålde Metcalfe och Rossetto Wired till Condé Nast Publications för 340 miljoner amerikanska dollar.